# Вязальщицы

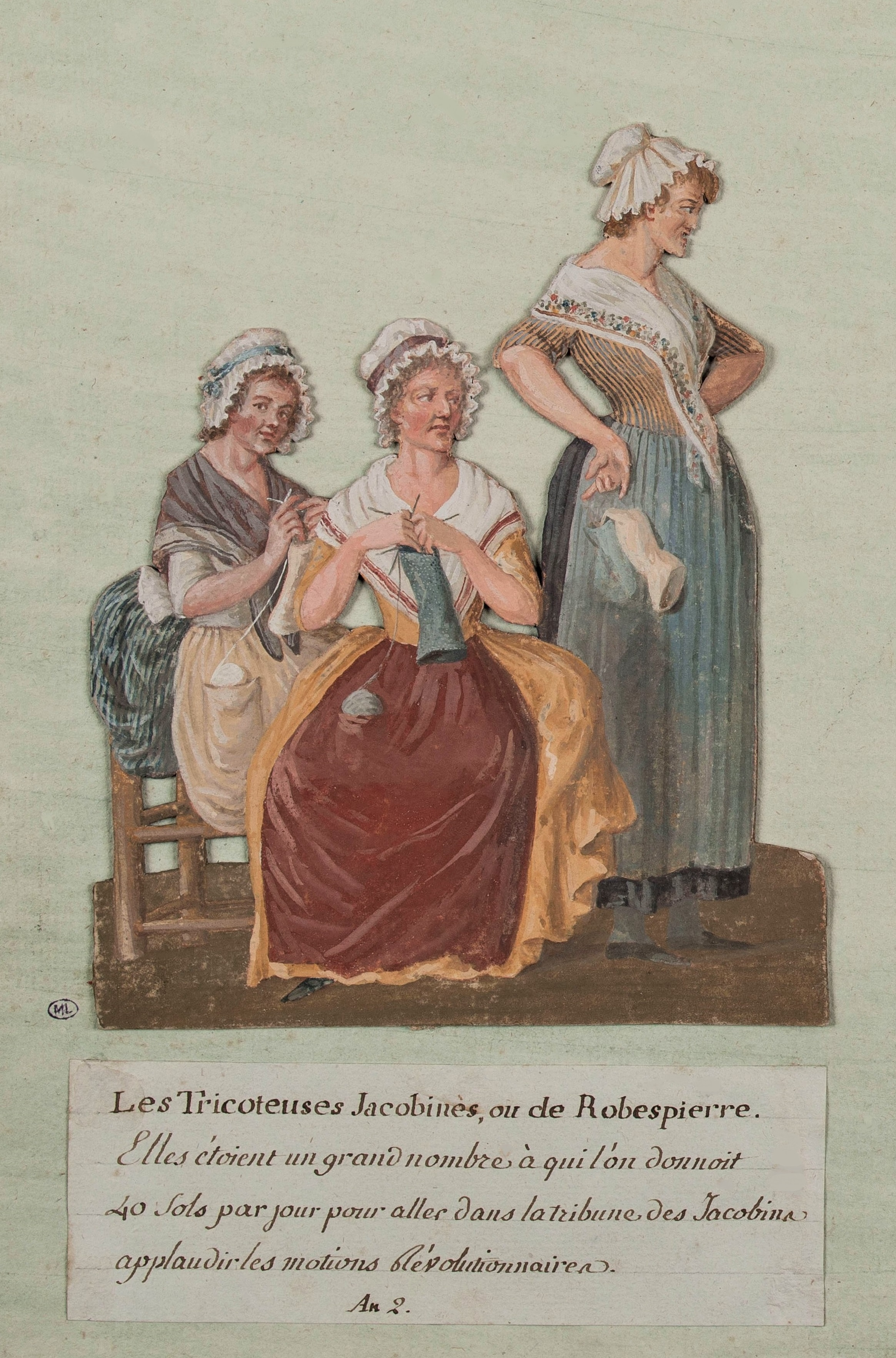
Вязальщицы. Работа художника-современника Жана-Батиста Лесюэра.

Вязальщицы (фр. Tricoteuse; (французское произношение: [tʁikɔtøz]) —  стереотипный образ времён Великой французской революции, женщины из народа, сторонницы якобинцев и «бешеных», которые сидели у подножия гильотины в эпоху террора и наблюдали за казнями аристократов и представителей духовенства, не переставая вязать.

## Контекст
На начальном этапе французской революции, некоторые женщины принимали в ней активное участие. Особенно известным событием стал женский поход на Версаль 5 октября 1789 года. 
В дальнейшем женщины революционных взглядов, находясь на галёрке во время заседаний Национального конвента, выражали поддержку выступлениям радикально-левых депутатов. По некоторым данным, Робеспьер оплачивал усилия таких женщин, предлагая им за крики одобрения по 40 су (мелких монет) в день. Однако, в мае 1793 года женщины были лишены своих традиционных мест на галёрке Национального конвента, и всего несколько дней спустя им было официально запрещено участвовать в любых формах политических собраний.

## Вязальщицы у эшафота
Однако, более известным символом революции в массовой культуре стали вязальщицы у подножия гильотины. Потомственный штатный парижский палач Шарль Анри Сансон так описал вязальщиц в своих мемуарах:
«Место казни всегда посещали одни и те же зрители, радикально настроенные санкюлоты из предместий Сен-Антуан и Сен-Марсель: ремесленники, мелкие торговцы, словом, люди из простонародья, отличавшиеся резким языком и незамысловатым поведением. Женщины из этой среды и были пресловутыми вязальщицами, которые сидели на скамьях у гильотины и отпускали шутки, ожидая осужденных; если представлялась возможность, они прохаживались и насчёт прохожих, которые выглядели аристократически»
Вязальщицы воспринимались современниками, как зловещий символ революции, как из-за ассоциации с мойрами (парками), так и из-за контраста между их статусом матрон и подчёркнуто мирным занятием (вязанием), и тем, где именно они проводил свой досуг. 
В конце XIX века термином «вязальщицы» иногда стали в широком смысле обозначать всех женщин, принимавших участие в революционных событиях.

## В массовой культуре

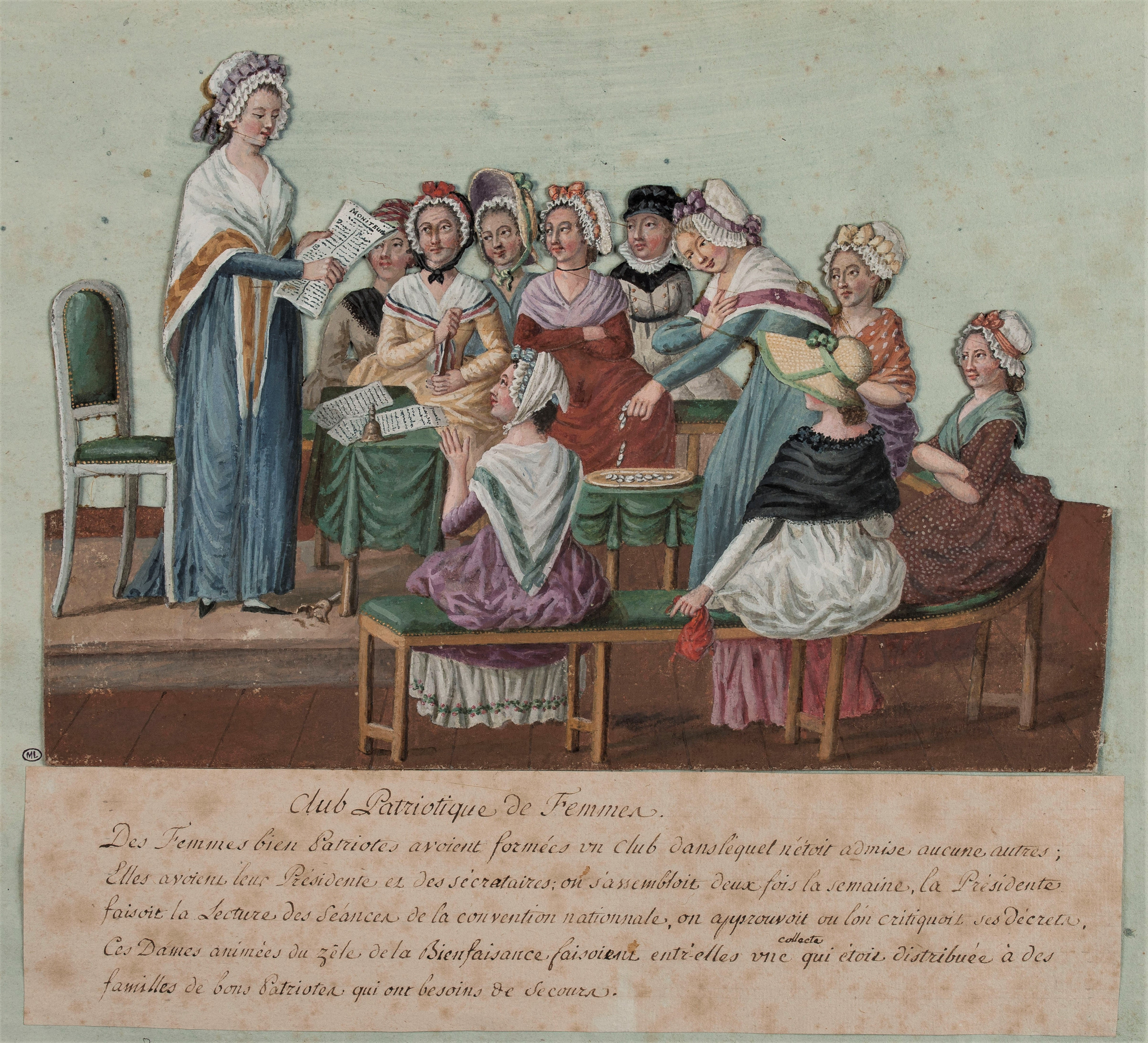
Женский революционный клуб. Художник Ж.-Б. Лесюэр.

- Вязальщица мадам Дефарж является второстепенным персонажем романа Чарльза Диккенса «Повесть о двух городах»
- В первой главе романа Эммы Орци «Алый Первоцвет», Первоцвет переодевается вязальщицей, чтобы спасти и вывезти из Парижа аристократов, осуждённых к казни[3]
- В романе Яна Флеминга «Из России с любовью» автор проводит прозрачные для англоязычного читателя ассоциации между своим персонажем Розой Клебб, сотрудницей СМЕРШ, и вязальщицами. То же название носит последняя глава романа.
- В фильме 1965 года «Искусство любви», когда Кейси (Джеймс Гарнер) судят за предполагаемое убийство своего друга Пола (Дик Ван Дайк), вязальщица сидит среди публики, вяжет и кричит время от времени «На гильотину!».